# Beneden Merwede
La Beneden Merwede (tradotto in italiano: Bassa Merwede) è un fiume dei Paesi Bassi nel bacino del delta del Reno, della Mosa e della Schelda. È alimentata principalmente dal Reno ed è lunga 14,8 chilometri.
Nasce dalla Boven Merwede che, presso Werkendam, si divide nella Beneden Merwede verso nord e il canale artificiale della Nieuwe Merwede verso sud. La Benden Merwede, al termine del percorso, si divide nell'Oude Maas e nel Noord.